# Hein-Anton van der Heijden
Hein-Anton van der Heijden (Eindhoven, 7 december 1950) is een Nederlandse schrijver en politicoloog. Hij publiceerde korte verhalen in De Gids en De Tweede Ronde, en daarna zes romans: De zomer van Godard (2010), Winterkwartet (2013), Waar ze was (2017), Reis naar Brabant (2022), Twee koffers (2023) en Denken, vreugde, liefde (2024).
Als politicoloog was hij werkzaam bij de Faculteit der Maatschappij- en Gedragswetenschappen van de Universiteit van Amsterdam. Zijn onderzoek richtte zich op sociale bewegingen, politieke discoursanalyse en internationale milieupolitiek. Hij publiceerde in tijdschriften als Acta Politica, Environmental Politics, Environmental Values en  Organization & Environment.

## Werken (selectie)
- Succes- en faalfactoren bij bestuurlijke reorganisaties (met J. Kastelein) (1985). Groningen: Wolters-Noordhoff
- Tussen wetenschap en politiek. Een verkenning van vertoogtheorie en politicologische paradigma's en een vertoogtheoretisch-politicologische analyse van bestuurlijke reorganisatie en ruimtelijke planning in Nederland 1973-1989.  (Academisch proefschrift) (1990). Kampen: Mondiss
- Tussen verbeelding en macht. 25 jaar nieuwe sociale bewegingen in Nederland (met J.W. Duyvendak, R. Koopmans en L. Wijmans (1992). Amsterdam: SUA
- Tussen aanpassing en verzet. Milieubeweging en milieudiscours (2000). Amsterdam: Ambo

- Social movements, Public Spheres and the European Politics of the Environment. Green power Europe?  (2010). Houndsmills: Palgrave
- Handbook of Political Citizenship and Social Movements (2014). Cheltenham: Edward Elgar
- Na het neoliberalisme. Klimaatverandering, sociale bewegingen en politiek (2017). Delft: Eburon